# Raphaël Daubet
Raphaël Daubet, né le 17 janvier 1977, est un homme politique français élu dans le département du Lot.

## Biographie
Originaire de Floirac, dans le département du Lot, Raphaël Daubet soutient en 2004 sa thèse de Docteur en Chirurgie dentaire intitulée "L'exercice de la chirurgie dentaire : une approche par les sciences sociales". Il est l'auteur, avec la participation d'Alexandre Barrouilhet de l'article "Dents blanches, haleine fraîche ! La bouche comme objet social" paru dans le recueil dirigé par Laure Ciosi-Houcke et Magali Pierre "Le corps sens dessus-dessous - Regards des sciences sociales sur le corps" (L'Harmattan, 2003).
Raphaël Daubet s'engage dans la vie publique et est élu maire de Floirac en 2014. Il conserve ce mandat jusqu’en 2020. En 2020, il est élu maire de Martel. Également président de Cauvaldor depuis juillet 2020, il est élu sénateur du Lot le 24 septembre 2023 par 376 voix contre 262 à la sénatrice sortante Angèle Préville. Il démissionne alors de ses fonctions de maire.
En juillet 2025, il publie aux Editions Toute Latitude un recueil de 14 récits intitulé Vieux pays qui mêle souvenirs intimes, anecdotes et réflexions sur la nature de la Dordogne et du Quercy. Vieux pays se veut un lien à la portée universelle entre notre modernité et la présence du passé dans notre quotidien, considéré comme un élément de notre identité.

## Décorations
- Chevalier de l'ordre national du Mérite (2021)[6]